# Björn Dahlfors
Björn Dahlfors, född 1983 i Ingelstad, Kronobergs län, är en svensk naturfotograf. Han bor och verkar i Bergslagen.

## Biografi - karriär
Björn Dahlfors är utbildad på Ålands Folkhögskola 2003-2004 med inriktning naturfoto- och friluftsliv.   Naturen har varit ett stort intresse sedan han var liten och han har verkat som naturfotograf i 15 år. Dahlfors arbetar främst med landskap och närbilder. Hans fotografi har ofta koppling till den plats han lever och verkar ifrån.  Han bor i Bergslagen och hans bilder kretsar mycket kring den västmanländska naturen. Han bodde tidigare i jämtländska Månsåsen med utsikt över Oviksfjällen och Storsjön vilket initierade ett bokprojekt med bilder från platsen. Dessa bilder har vid två tillfällen visats på Naturhistoriska Riksmuseet Instagramkonto. Dahlfors bilder har också visats på Swedens instagramkonto i oktober 2018.  Dahlfors är invald i föreningen Ljusstråk där han också deltagit som utställande fotograf 2018. 

### Utställningar (i urval)
- Ljusstråks samutställning (2018)
- Gästinstagrammare @naturhistoriska (2018)

- Hasselfors Film- och Naturfotofestival (2018)
- 9 fotografer med Nora i Fokus – Samutställning Noranatt (2017)
- Min vägren – Månsåsens bygdegård våren (2014)